# Oxshott
Oxshott – wieś w Anglii, w hrabstwie Surrey, w dystrykcie Elmbridge. Leży 26 km na południowy zachód od centrum Londynu. Miejscowość liczy 6100 mieszkańców.